# Fabien Ateba
Pour les articles homonymes, voir Ateba.
Fabien Ateba est un joueur franco-camerounais de basket-ball né le 30 mai 1991 à Argenteuil.